# Wasserball (Spielzeug)

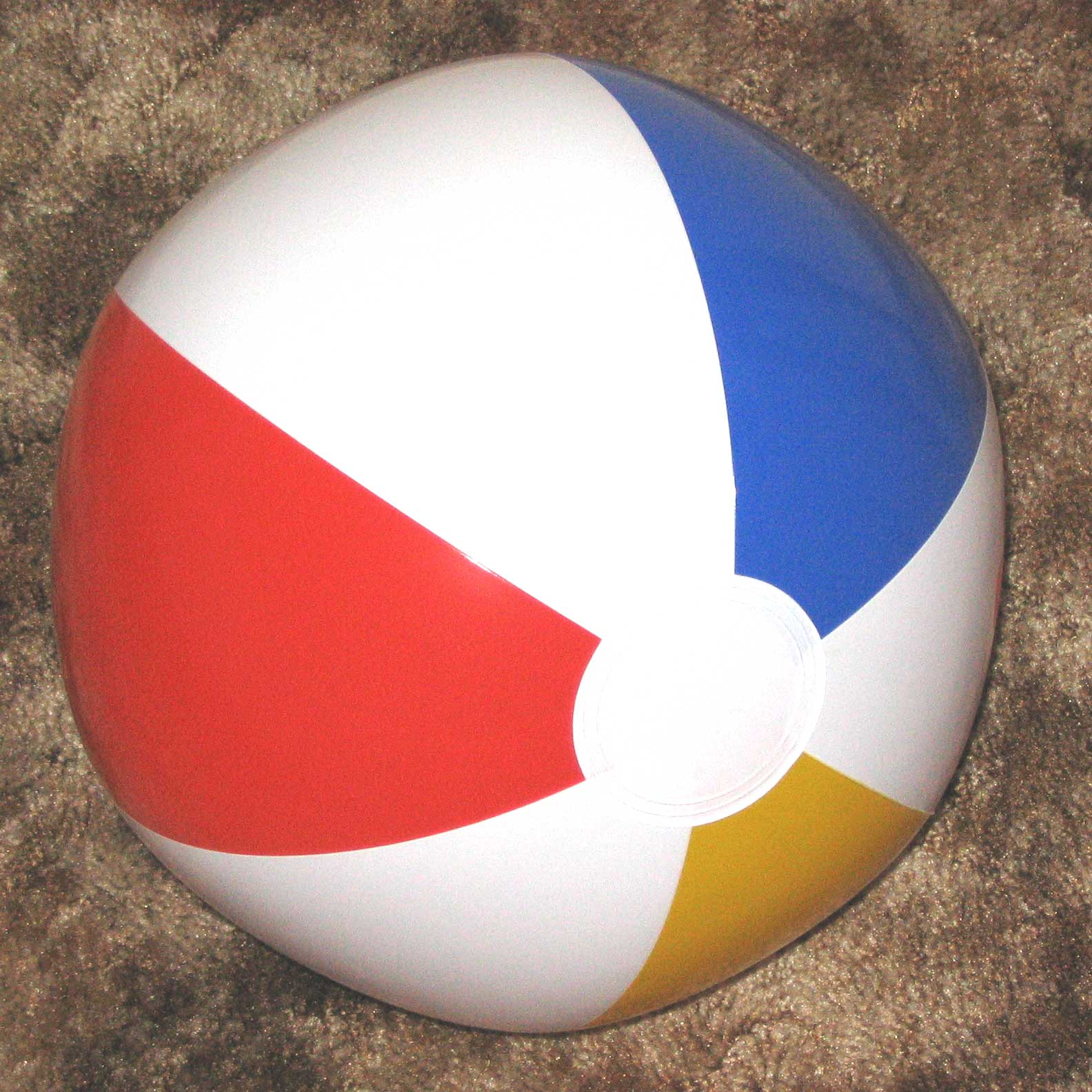
Ein Wasserball

Als Wasserball oder Strandball wird ein leichter, großer, aufblasbarer Ball bezeichnet, der in erster Linie für Strand- und Wasserspiele Verwendung findet. Das geringe Gewicht sorgt für ein langsames Durch-die-Luft-Segeln bei Wurfspielen. Die Größe erfordert dafür in der Regel den Einsatz beider Hände, was Wasserbälle zu idealen Spielzeugen für Kinder macht. Die Kombination aus Größe und geringem Gewicht hat allerdings auch den Nachteil, dass Wasserbälle schon von schwachem Wind fortgeweht werden. Ein anderer Nachteil ist die relativ geringe Belastbarkeit.

## Geschichte

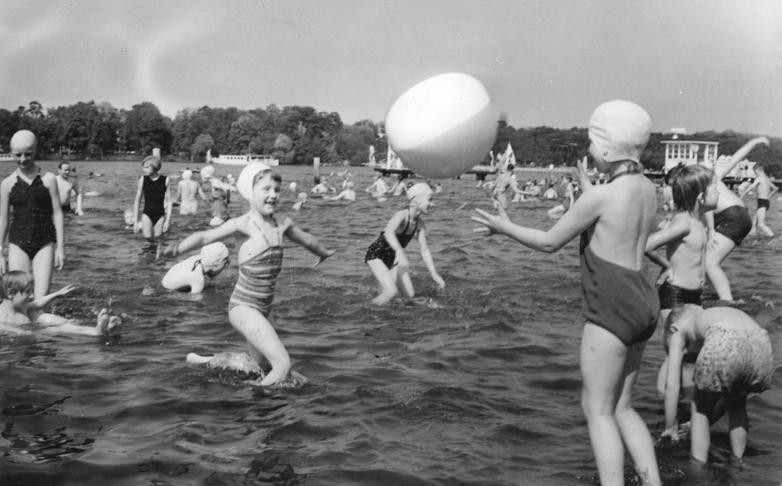
Wasserballspiel im Strandbad Grünau, 1960

Die Erfindung des Wasserballs wird bisweilen einem Kalifornier namens Jonathan DeLonge zugeschrieben und auf 1938 datiert. Bereits aus den 1920er Jahren sind jedoch Bilder bekannt, die Strandschönheiten mit Wasserball zeigen.
Die frühen Wasserbälle bestanden aus gummiertem Baumwollgewebe, während heutzutage ausschließlich Kunststofffolie (s. u.) verwendet wird. Die dadurch verbilligte Herstellung erlaubte die massenweise Verbreitung, auch als Werbeträger, ab den 1960er Jahren.

## Material und Verarbeitung

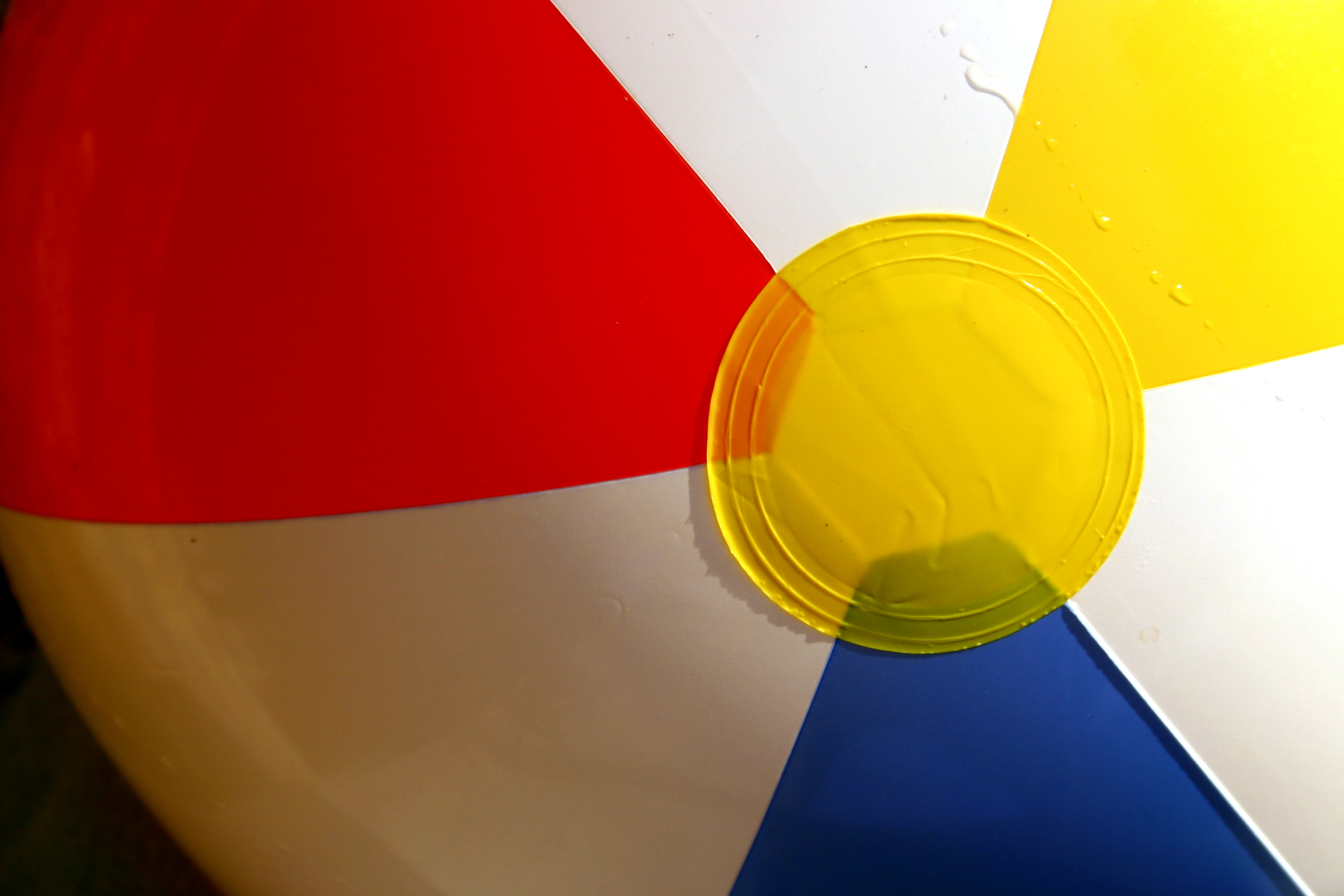
Großaufnahme eines Wasserballs: Der nach außen gerichtete Saum der letzten Schweißnaht ist rechts unten zwischen der blauen und der weißen Bahn zu erkennen. Gut zu sehen ist auch, wie das gelbe Endstück aufgeschweißt wurde.

Die einlagige Ballhaut wird heutzutage fast ausschließlich aus mit Weichmachersubstanzen versehener PVC-Folie von 150 bis 400 µm Stärke gefertigt. Diese Folie wird in der Regel aus mehreren Bahnen hochfrequenzverschweißt. Vor der letzten Schweißung werden die Säume der Schweißnähte nach innen gewendet; die letzte Schweißnaht zeigt dann notgedrungen nach außen. Schließlich werden zwei runde Folienstücke als Endstücke aufgesetzt. In eines dieser Enden wird ein versenkbares Stopfenventil eingearbeitet, das ein Aufblasen mit einer Handpumpe oder dem Mund ermöglicht.
Ein häufig anzutreffendes Design sind farbige im Wechsel mit weißen Streifen (oftmals drei bunte und drei weiße). Wasserbälle für Werbezwecke werden mit entsprechenden Aufdrucken versehen. Auch ein Globus-Aufdruck ist bisweilen anzutreffen.
Neben den typischen Größen von 30 bis 60 cm Durchmesser werden Wasserbälle in einem weiten Spektrum von Mini- und Übergrößen produziert; es gibt auch Riesen-Wasserbälle mit einem Durchmesser von mehreren Metern. Die Masse hängt im Wesentlichen von der Größe ab, da die Folienfläche sich quadratisch proportional zum Durchmesser verhält. Zudem werden für größere Bälle oft dickere Folien verwendet als für kleinere. Typische Werte verteilen sich daher auf einem weiten Bereich zwischen 50 und 500 g.

## Einsatzbereiche

### Spiel
Wasserbälle eignen sich für regelfreie Wurfspiele und zum Herumtollen, besonders für Kinder. Riesen-Wasserbälle werden gelegentlich auch bei Rockkonzerten und ähnlichen Massenveranstaltungen eingesetzt, wo sie von den Zuschauern umhergestoßen werden. Ein Megaball ist ein großer transparenten Ball, in den eine Person einsteigen und sich damit über Wasser bewegen kann.

### Sport
Reguläre Mannschaftsballspiele wie die gleichnamige Sportart Wasserball oder Volleyball sind auch mit Wasserbällen möglich; die leichte Beeinflussbarkeit durch den Wind, die zu unerwarteten Spielwendungen führen kann, ist dabei als Spaßfaktor durchaus erwünscht. Ein Nachteil, der die Verwendung für Spiele wie Fußball, bei denen der Ball hohen Stoß- und Druckbelastungen ausgesetzt ist, einschränkt, ist die geringe mechanische Belastbarkeit.
Die Benutzung eines Wasserballs als Fitnessgerät ist zwar prinzipiell möglich, dürfte aber bei wiederholter Belastung des Balls mit dem Körpergewicht zum Ausreißen der Schweißnähte führen. Gymnastikbälle sind hierfür besser geeignet.

### Säuglingsförderung
Viele Bücher und das Prager Eltern-Kind-Programm (PEKiP) zur Frühförderung von Säuglingen empfehlen unter anderem Übungen mit einem Wasserball. Beliebte Vorschläge sind, einen Wasserball an einer Schnur über dem Baby zu halten, um es zur Bewegung (Patschen, Treten) zu animieren, oder das Baby auf einen Wasserball zu legen und es darauf (ohne es dabei loszulassen) sanft hin und her zu schaukeln. Hierdurch sollen Körpergefühl und -koordination gefördert werden.

### Fotografie
Wasserbälle sind wegen ihrer bunten Farben ein oft verwendetes Accessoire auf Fotomotiven, insbesondere für Themenbilder zu Sonne, Strand und Urlaub. In der professionellen Modefotografie werden sie häufig bei der Vorstellung von Badeanzügen oder Bikinis mit aufs Bild gebracht.

### Sexspielzeug
Als Sexspielzeug im engeren Sinne können (u. U. nicht voll aufgeblasene) Wasserbälle beim Geschlechtsakt als federnde Unterlage verwendet werden. Hierbei wird allerdings auch die Belastungsgrenze der Schweißnähte erreicht.
Sexuelle Konnotationen, die bis hin zur Fetischisierung von Wasserbällen führen, liefern die häufige Darstellung mit leichtbekleideten Schönheiten, die haptischen Eigenschaften und die Materialgleichheit (PVC-Folie) mit »Lack«-Reizwäsche. Wasserbälle werden daher auch zur Masturbation verwendet.

## Demonstration des Bernoulli-Gesetzes

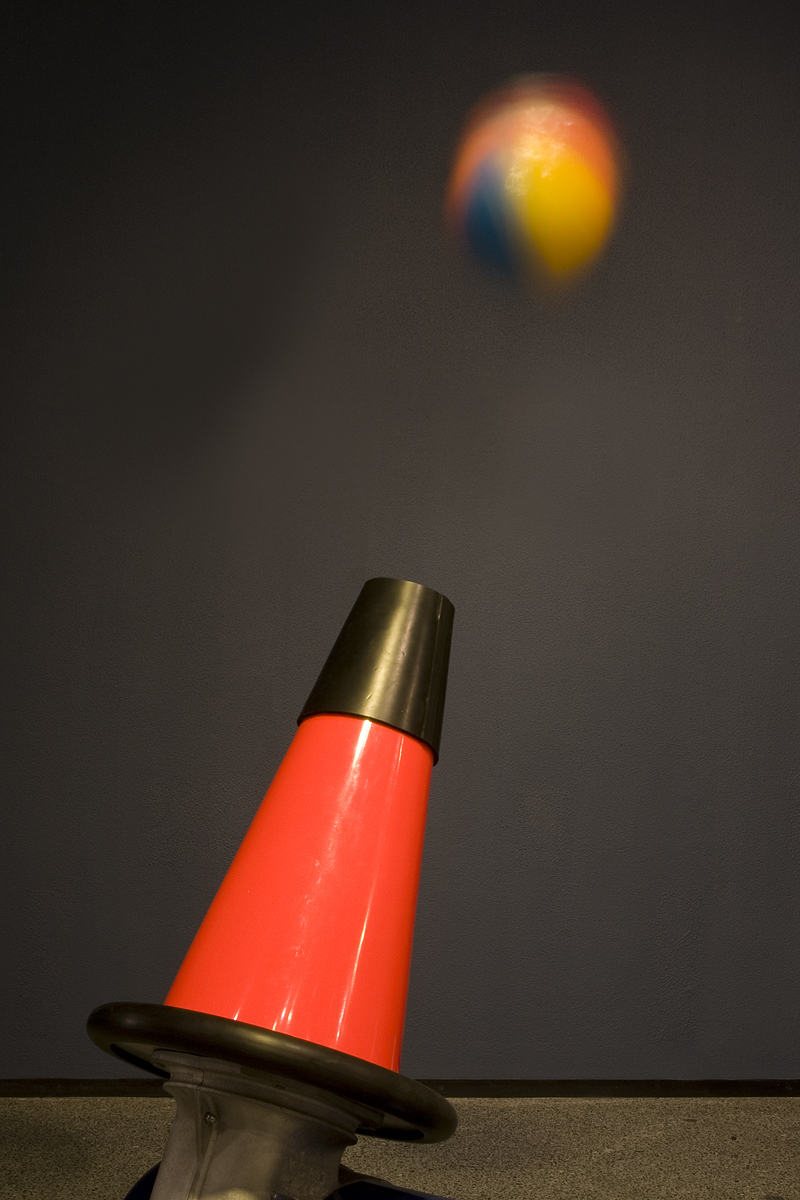
Bernoulli-Demonstration: im Luftstrom schwebender Wasserball

Ein Wasserball eignet sich in Verbindung mit einem Gebläse vorzüglich, um das Strömungsgesetz von Bernoulli zu demonstrieren. Hiernach ist der Druck innerhalb einer Luftströmung geringer als in der ruhenden Umgebungsluft: Lässt man einen Wasserball von einem aufwärts gerichteten Luftstrom emporheben, so bleibt er darin schweben, sogar wenn man den Luftstrom ein wenig zur Seite richtet. Der höhere Druck außerhalb der Strömungszone hält den Ball darin fest.

## Wasserbälle in den Medien
Eine tragende Filmrolle nimmt ein Wasserball in der Science-Fiction-Parodie Dark Star – Finsterer Stern von Regisseur John Carpenter aus dem Jahr 1974 ein. Er spielt dort einen widerspenstigen Außerirdischen.
Eine der Sachgeschichten der vom WDR produzierten Sendung mit der Maus aus dem Jahr 2004 ist dem Wasserball gewidmet.

## Wasserball-Symbole
Beach Balls sind Wasserball-ähnliche Signaturen, die in der Seismologie zur Kartierung von Erdbebenherden verwendet werden. Der Name leitet sich von der englischen Bezeichnung beach ball für Wasserball ab.
Im Unicode-Standard finden sich bislang (Version 6.0) zwar einige Arten von Bällen als Zeichen wieder, jedoch gibt es noch kein Wasserball-Zeichen, mit dem beispielsweise Spiel- und Bademöglichkeiten für Kinder auf Landkarten eingezeichnet werden könnten. Eine gewisse Ähnlichkeit mit einem typischen Wasserball hat das Radioaktivitätszeichen (☢), das unter der hexadezimalen Codenummer 2622 abgelegt ist.